# Dominic Raacke
Dominic Raacke est un acteur et scénariste allemand né le 11 décembre 1958 à Hanau en Allemagne.

## Biographie
Son père, Peter Raacke, est designer et professeur d'art, sa mère est sculptrice. Il a passé une partie de sa jeunesse aux États-Unis, où, après l'Abitur et un stage de deux ans aux Städtischen Bühnen de Francfort-sur-le-Main, il a étudié à l'Actors Studio de New York auprès de Lee Strasberg ainsi qu'au Stella Adler Conservatory of Acting.
Il est connu grâce à la série policière Tatort de ARD, où il joue le commissaire berlinois Till Ritter aux côtés de Boris Aljinovics.
Avec l'actrice Natja Brunckhorst, il a eu une fille, Emma, née en 1991.

## Filmographie
- 1981 : Total vereist
- 1981 : Cannibal Ferox
- 1983 : Zuckerhut
- 1983 : Rote Erde (de) (série télévisée)
- 1987 : Gambit (de) téléfilm de Peter F. Bringmann (de)
- 1990 : Zeit der Rache
- 1998 : Un camion pour deux (Eine gefährliche Mission)
- 1998 : Assignment Berlin (Babyhandel Berlin – Jenseits aller Skrupel)
- 1998 : Explodiert
- 2007–2008 : Tatort

## Sources
- (de) Cet article est partiellement ou en totalité issu de l’article de Wikipédia en allemand intitulé « Dominic Raacke » (voir la liste des auteurs).